# René de Saint-Marceaux
Pour les articles homonymes, voir Saint-Marceaux.
René de Saint-Marceaux, pseudonyme de Charles-René de Paul de Saint-Marceaux, est un sculpteur et médailleur français né à Reims le 23 septembre 1845 et mort à Paris le 23 avril 1915,.

## Biographie

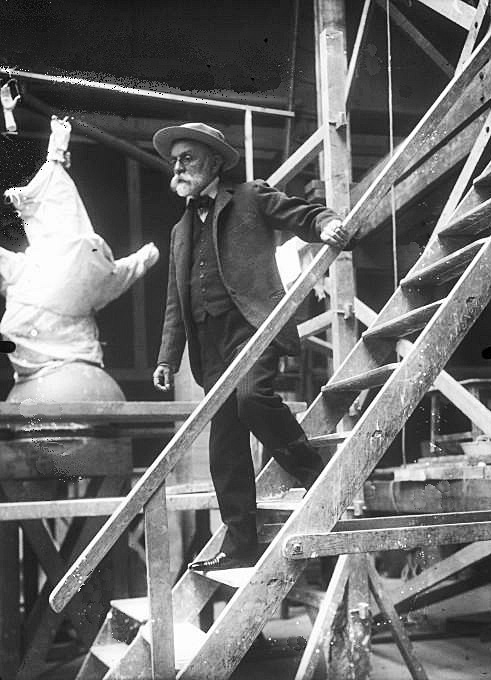
René de Saint-Marceaux dans son atelier (1907), agence Rol.

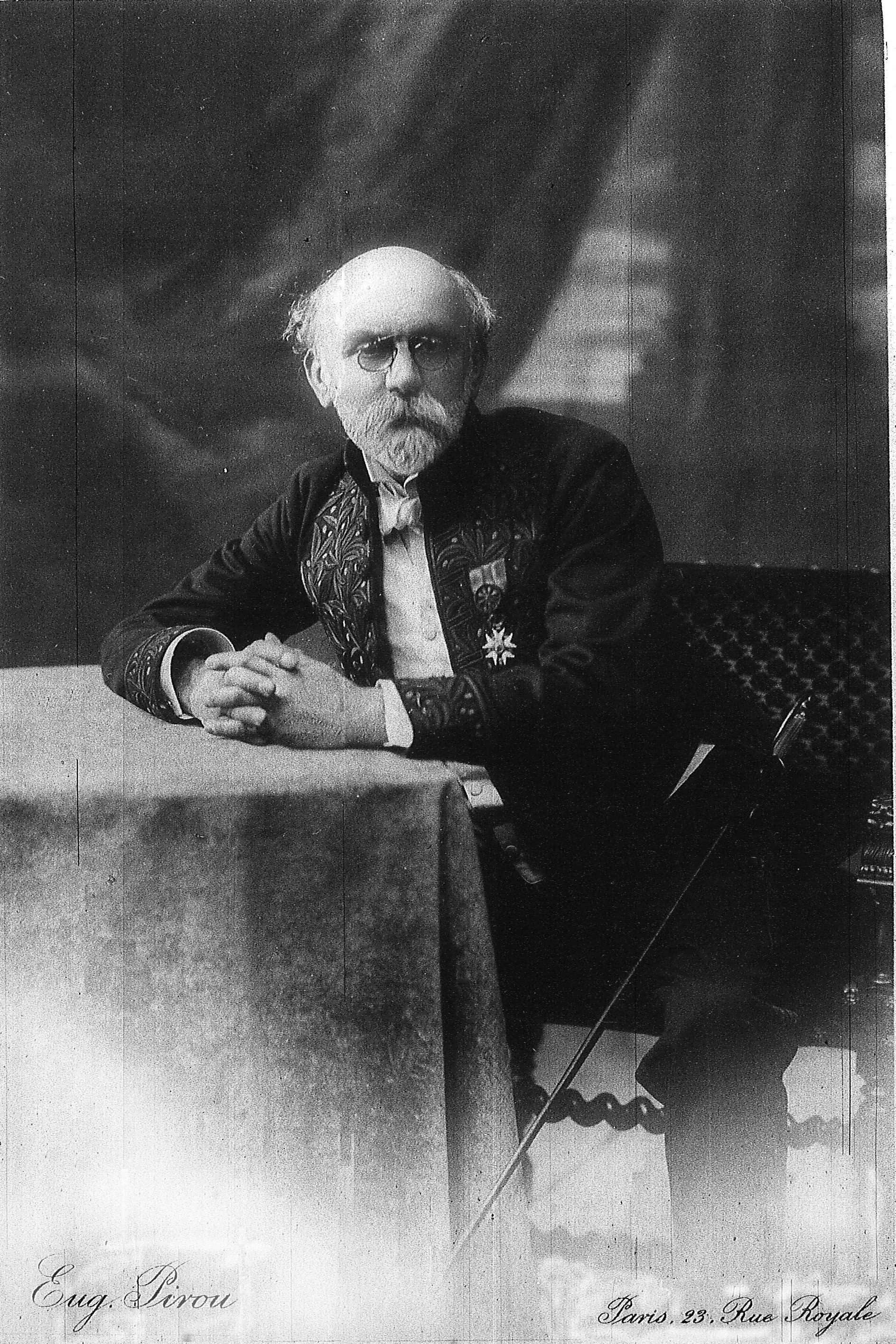
René de Saint-Marceaux en habit d'académicien.

### Jeunesse et formation
René de Saint-Marceaux est né le 23 septembre 1845 au premier étage du 8 place Royale à Reims.
La famille Saint-Marceaux fait partie du paysage rémois : plusieurs de ses membres ont exercé des fonctions importantes. Son grand-père Augustin Marie de Paul de Saint-Marceaux (1790-1870) est maire de Reims à deux reprises en 1835 et en 1845. Il fonde la Maison de champagne Saint-Marceaux en 1831. Le père de René, Jean Alexandre de Paul de Saint-Marceaux (1819-1908), reprend l'entreprise en tant que négociant en vins de Champagne.
Il entre dans le lycée impérial de Reims, le Collège des Bons Enfants, jusqu’à quatorze ans. Cependant, les études ne l'intéressent pas. D'après sa mère, Émilie Isabelle Morizet (1822-1901), René de Saint-Marceaux est un enfant "difficile à fixer [...]". Dès qu'il a l'occasion, il visite et étudie la cathédrale Notre-Dame de Reims. Des années après, René confie : "Je suis né deux fois à Reims car les figures du Moyen Âge de ces églises ont fait germer en moi l'amour de la sculpture".
Malgré cela, son père envisage une formation commerciale afin qu'il reprenne la Maison de champagne. René est alors envoyé en Allemagne durant dix-huit mois dans une institution commerciale de Francfort-sur-le-Main. Placé dans un pensionnat, l'adolescent apprend rapidement l'allemand mais il s'absente des cours. Il en profite pour visiter le vieux quartier de la ville et les musées.
Après son séjour en Allemagne, il est confié au professeur Rèveen 1862. Ce dernier l'encourage dans la voie des Arts en particulier celle du modelage. A dix-sept ans il s’initie à la sculpture et est repéré par Victor Baltard (architecte des Halles de Paris). Peu de temps après, a la mort de son frère, ses parents acceptent sa vocation artistique et lui proposent le grenier familial comme premier atelier professionnel.
Vers la fin de l'année 1863, René à dix-huit ans et s'installe à Paris pour suivre l'enseignement de François Jouffroy, à l’École des Beaux- Arts. René de Saint-Marceaux fait des allers-retours entre Paris et Reims. Il revient toujours visiter la cathédrale.

### Activité d'artiste
Fin 1865, René Saint-Marceaux et son ami Charles Degeorge louent un atelier 66, Rue d'Assas à Paris où s'alignent bien d'autres ateliers d'artistes dont Alexandre Falguière et Paul Dubois. Le travail de Dubois ainsi que ses conversations sur  les maîtres italiens de la Renaissance  influencent le Rémois. Sa première œuvre est Une jeunesse de Dante faite en plâtre en 1868, et dont il réalisera le marbre en 1869.
À la suite de la guerre du 1870, qui a épargné cet atelier, les rencontres s'espacent entre les deux artistes. René de Saint-Maceaux s'émancipe notamment avec sa Jeanne d'Arc totalement différente de la statue équestre de Dubois.
Il est élu membre de l’Académie des beaux-arts en 1905.
René de Saint-Marceaux est une figure représentative de ces nombreux artistes de la Troisième République, exposant aux Salons et multipliant les concours et les honneurs. Il eut pour praticien François Pompon (1855-1933), entre autres, de 1895 à 1914. À partir de 1896, François Pompon le suit à Cuy-Saint-Fiacre où il achète une maison. L’un trouve l’inspiration pour son bestiaire dans la campagne brayonne, l’autre ses modèles dans les villages normands. Saint-Marceaux a souffert toute sa vie de douloureux rhumatismes articulaires et il était obligé de s'aliter au moment de ses crises. François Pompon suppléait alors son maître devenu, avec le temps passé aux côtés l'un de l'autre, son ami[réf. nécessaire]. À partir de 1896, François Pompon le suit à Cuy-Saint-Fiacre où il achète une maison. L’un trouve l’inspiration pour son bestiaire dans la campagne brayonne, l’autre ses modèles dans les villages normands.. De milieux très différents, les deux hommes s'estimaient et partageaient la même passion pour leur métier : la sculpture.
Influencé par la Renaissance italienne au début de sa carrière, il s'en détache pour revenir à l'art des imagiers du Moyen Âge. C'est à eux qu'il doit sa vocation de boueux[Quoi ?], lui que ses parents destinaient à reprendre la maison de champagne créée par son grand-père Augustin et développée par son père Alexandre. Son enfance vagabonde et rêveuse dans les vieilles rues de Reims et autour de la cathédrale l'imprègne de cet art d'artisans inspirés. Les styles des œuvres de Saint-Marceaux sont très variés si l'on veut bien considérer l'ensemble de sa production et non seulement ses statues les plus connues qui sont les plus classiques et qui l'ont caractérisé.

### Vie familiale
René de Saint-Marceaux est le petit-fils d'Augustin Marie de Paul de Saint-Marceaux, maire de Reims.
Saint-Marceaux épouse, en 1892, Marguerite Jourdain (1850-1930), veuve du peintre Eugène Baugnies (1841-1891), de la fortune duquel elle vient d'hériter. Eugène Baugnies possède une maison à Cuy-Saint-Fiacre (Normandie) où René vient souvent. Marguerite de Saint-Marceaux  fait construire pour lui deux ateliers de sculpture et un chalet normand dans cette propriété où elle tient salon l’été. Le salon de musique de Marguerite de Saint-Marceaux, au 100, boulevard Malesherbes à Paris, rivalise avec celui de la princesse de Polignac. Marguerite sert de modèle, parmi d’autres, au personnage de Madame Verdurin du roman À la recherche du temps perdu de Marcel Proust.
En 1913, René de Saint-Marceaux adopte les trois fils adultes que Marguerite a eus de son premier mariage, Georges (1871-1954), industriel et inspecteur des finances, Jacques (1874-1925), peintre comme son père biologique, et Jean (1878-1935), militaire. Ils ajoutent alors à leur nom de naissance celui de leur père adoptif et s’appelleront désormais : Baugnies de Paul de Saint-Marceaux. Le patronyme passe de même au fils du peintre Jacques Baugnies et de son épouse Yvonne, née de Montagnac, le sculpteur Jean-Claude de Saint-Marceaux (1902-1979).
Il était dans cette commune propriétaire d'un chalet, lieu de villégiature habituel de la famille.

### Décès et sépulture
Il est inhumé dans le cimetière de l'église Saint-Martin de Cuy-Saint-Fiacre (Seine-Maritime) dans une sépulture qu’il créa et que François Pompon termina. Le fronton montre un soleil stylisé et une jeune femme tirée par les cheveux vers les ténèbres. Les deux gisants en creux sont représentés se tenant par la main, René avec des ciseaux de graveur, Marguerite avec une partition musicale.

Tombeau de René de Saint-Marceaux au cimetière de Cuy-Saint-Fiacre (Seine-Maritime).
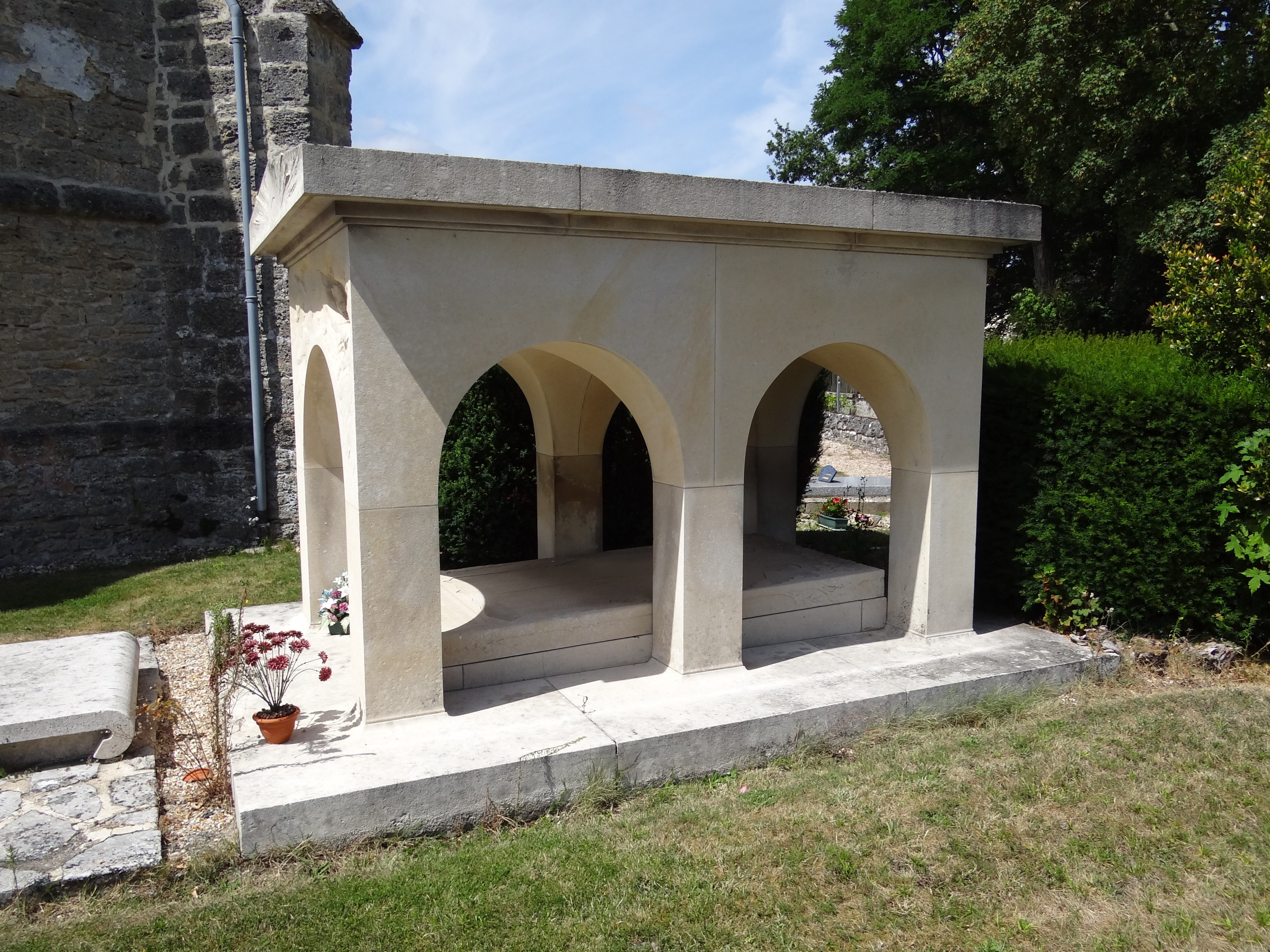
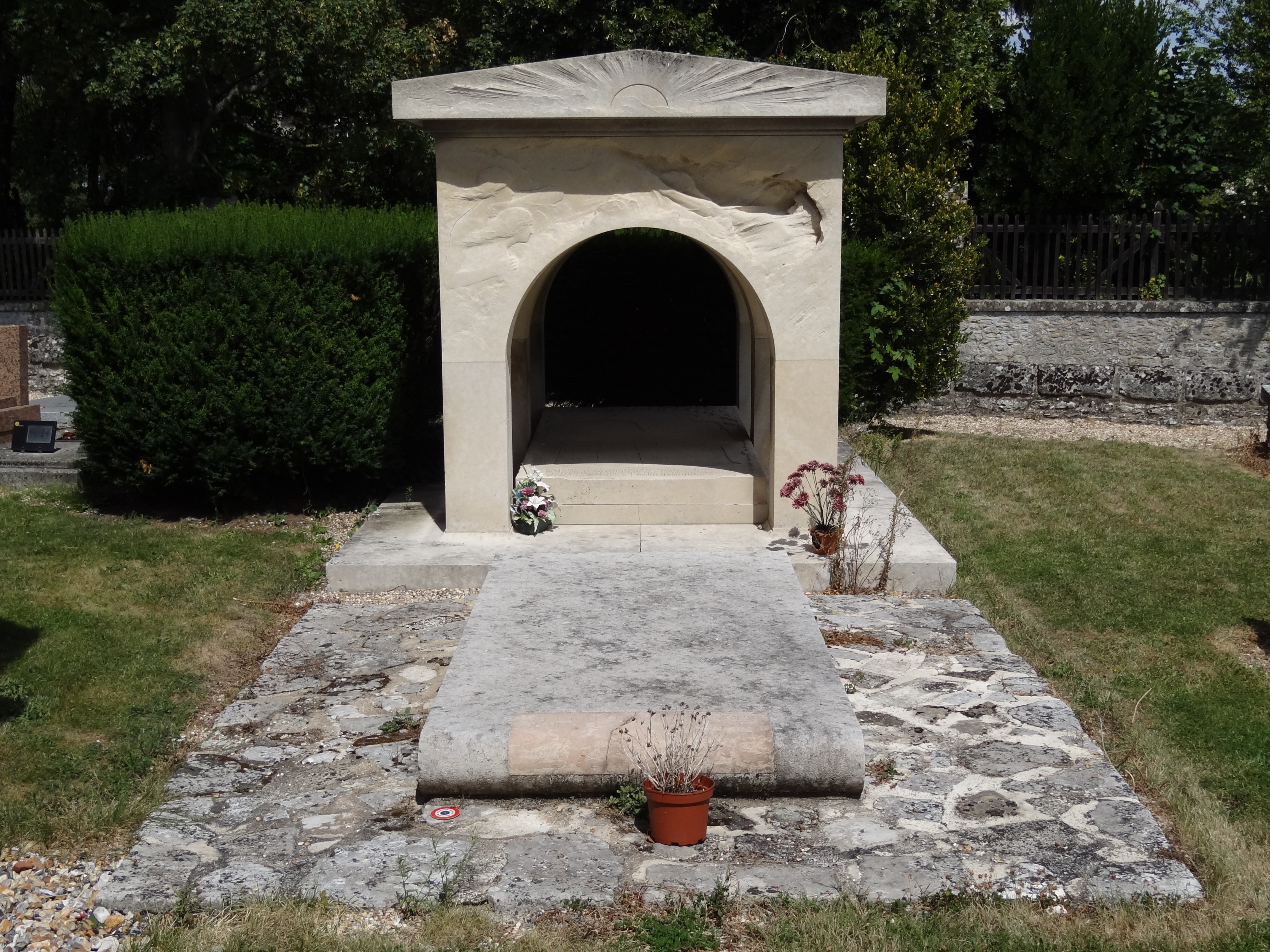
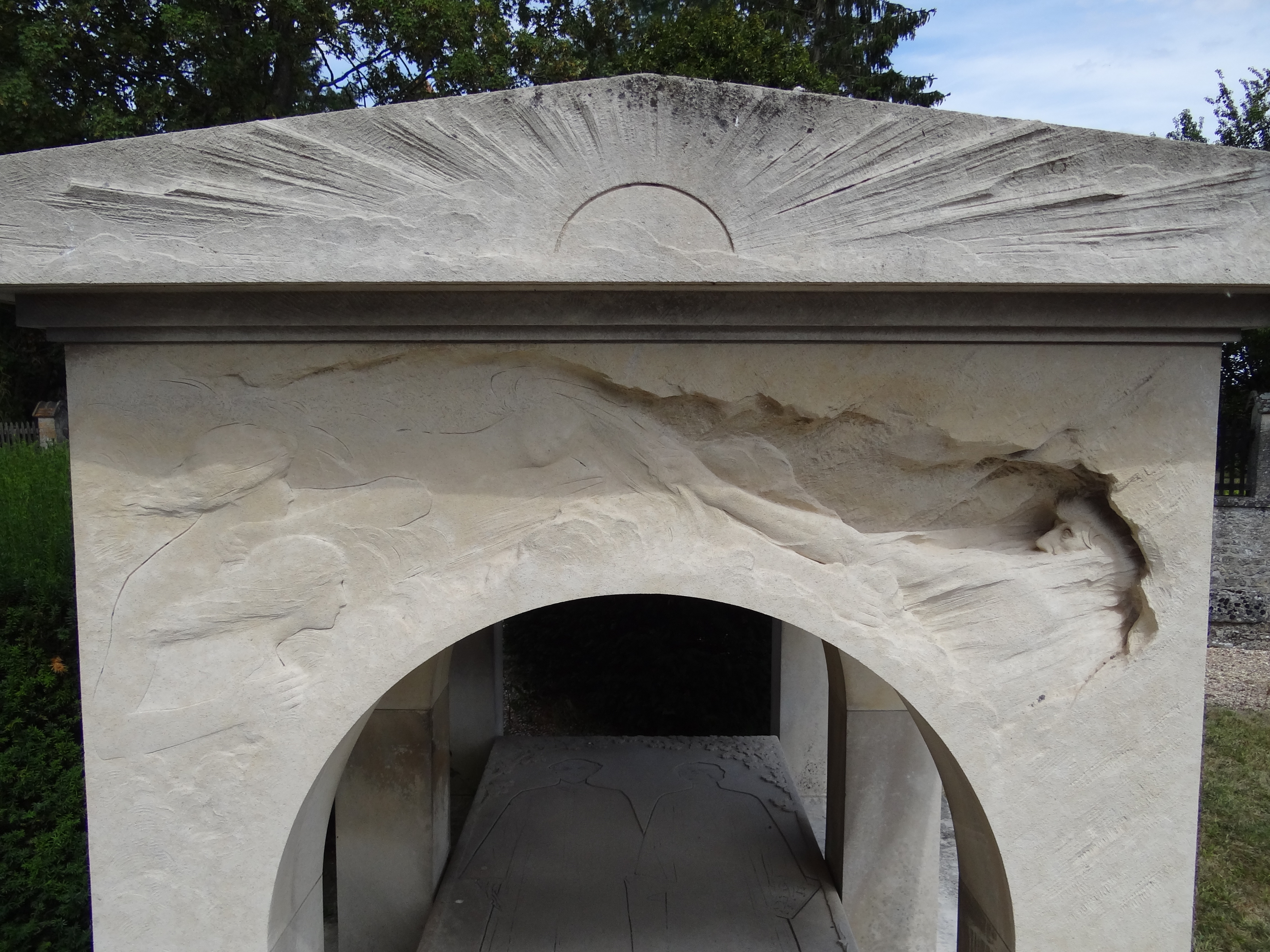
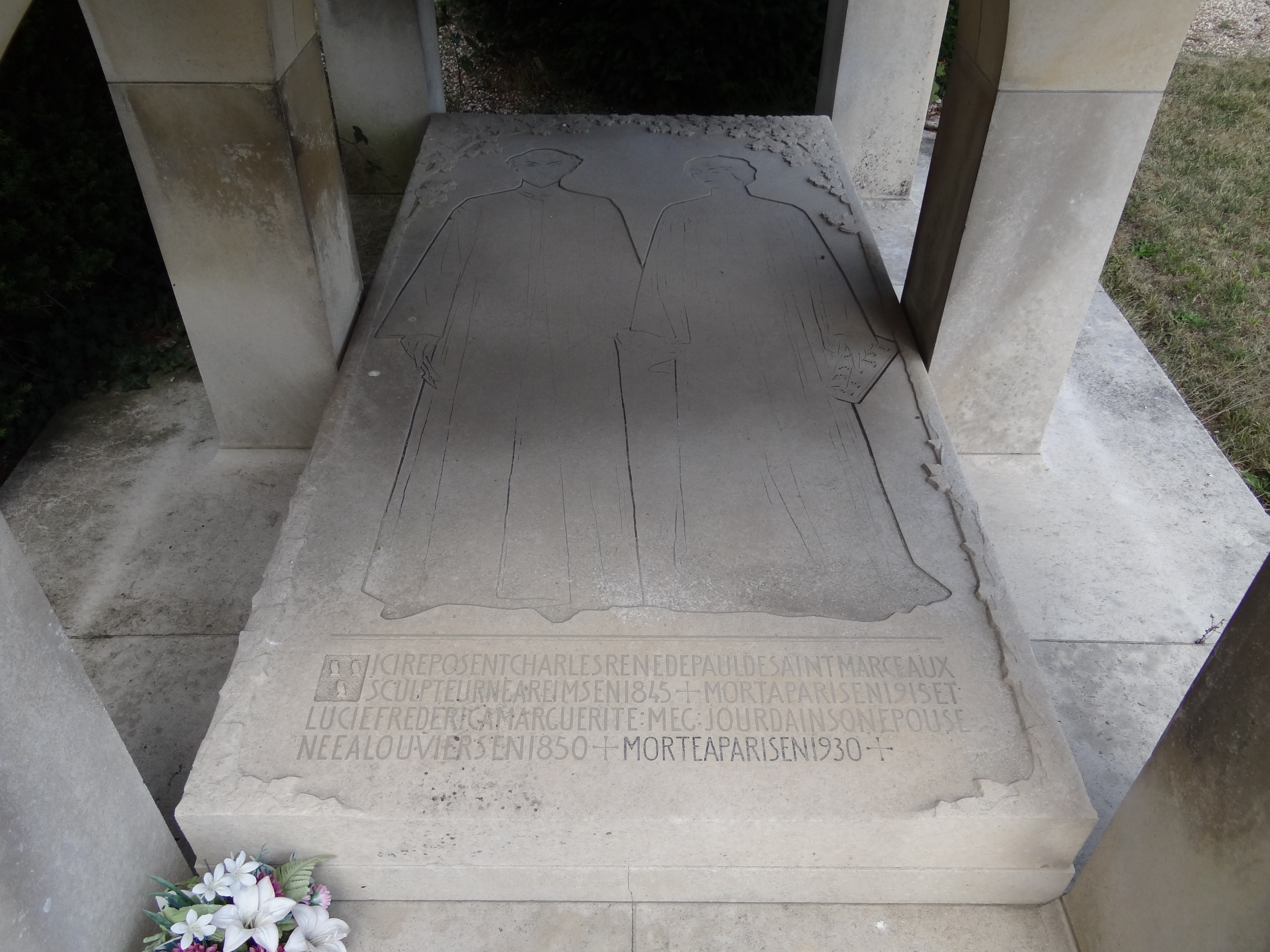

## Style et technique
René de Saint-Marceaux est une figure représentative de ces nombreux artistes de la Troisième République, exposant aux Salons et multipliant les concours et les honneurs. Son enfance à Reims fut marquée par la proximité de la cathédrale et de ses sculptures du Moyen Âge. Il s'en souviendra après ses voyages en Italie qui l'influenceront durant la première partie de sa carrière. Ses premières œuvres porteront la marque de la Renaissance italienne, soulignée notamment par les critiques de son Génie gardant le secret de la tombe, 1879. Son Arlequin, 1880, rompt avec le style néo-classique : "Après l’œuvre de noble majesté, un poème de spirituelle malice".
Les styles des œuvres de Saint-Marceaux sont très variés si l'on veut bien considérer l'ensemble de sa production sans focaliser sur ses statues les plus connues. Le sculpteur évolue, inspiré par les mouvements de la peinture en pleine révolution. Il a rédigé une analyse de la sculpture à son époque dans La Gazette des Beaux-Arts, 1897.

## Ses ateliers
L'artiste semble avoir travaillé dans ses différentes adresses parisiennes. Les livrets des Salons témoignent des différents lieux ou adresses attachés au statuaire : 36, rue de l'Ouest, Paris, 14e arrondissement, en 1868 ; 68, rue d'Assas, 6e arrondissement, Paris, de 1869 à 1874 ; 23, avenue de Villiers, de 1879 à 1902, adresse qu'il conserve quelques années après son union avec Marguerite Jourdain en 1892. Paul Mathey y représente d'ailleurs son ami dans l'atelier, vers 1884, œuvrant au modelage d'une figure féminine tandis que deux praticiens travaillent au Bailly destiné à la Salle du Jeu de Paume de Versailles. À partir de cette date, bien qu'abandonnant petit-à-petit cette adresse au profit du 100, boulevard Malesherbes, hôtel particulier de Marguerite dans lequel elle tient Salon, il retient toujours l'avenue de Villiers jusqu'en 1902. Saint-Marceaux travaille également régulièrement dans la propriété familiale de Meg, à Cuy-Saint-Fiacre ; Saint-Marceaux y reçoit également ses praticiens, à l'image de François Pompon.
Pour honorer son succès au concours pour le Monument de l'Union postale universelle de Berne (1909), il dut louer un hangar de grandes dimensions pour réaliser le plâtre de cette œuvre d'une hauteur de presque 10 m.[réf. nécessaire] ; la presse contemporaine, à l'image de L'Illustration, y montre l'artiste au côté de son œuvre. La presse mentionne son atelier de Neuilly, 84, boulevard de la Saussaye, dans lequel il réalise le monument de Marcelin Berthelot inauguré après son décès en 1917.

## Œuvres

### Œuvres dans l'espace public[27]

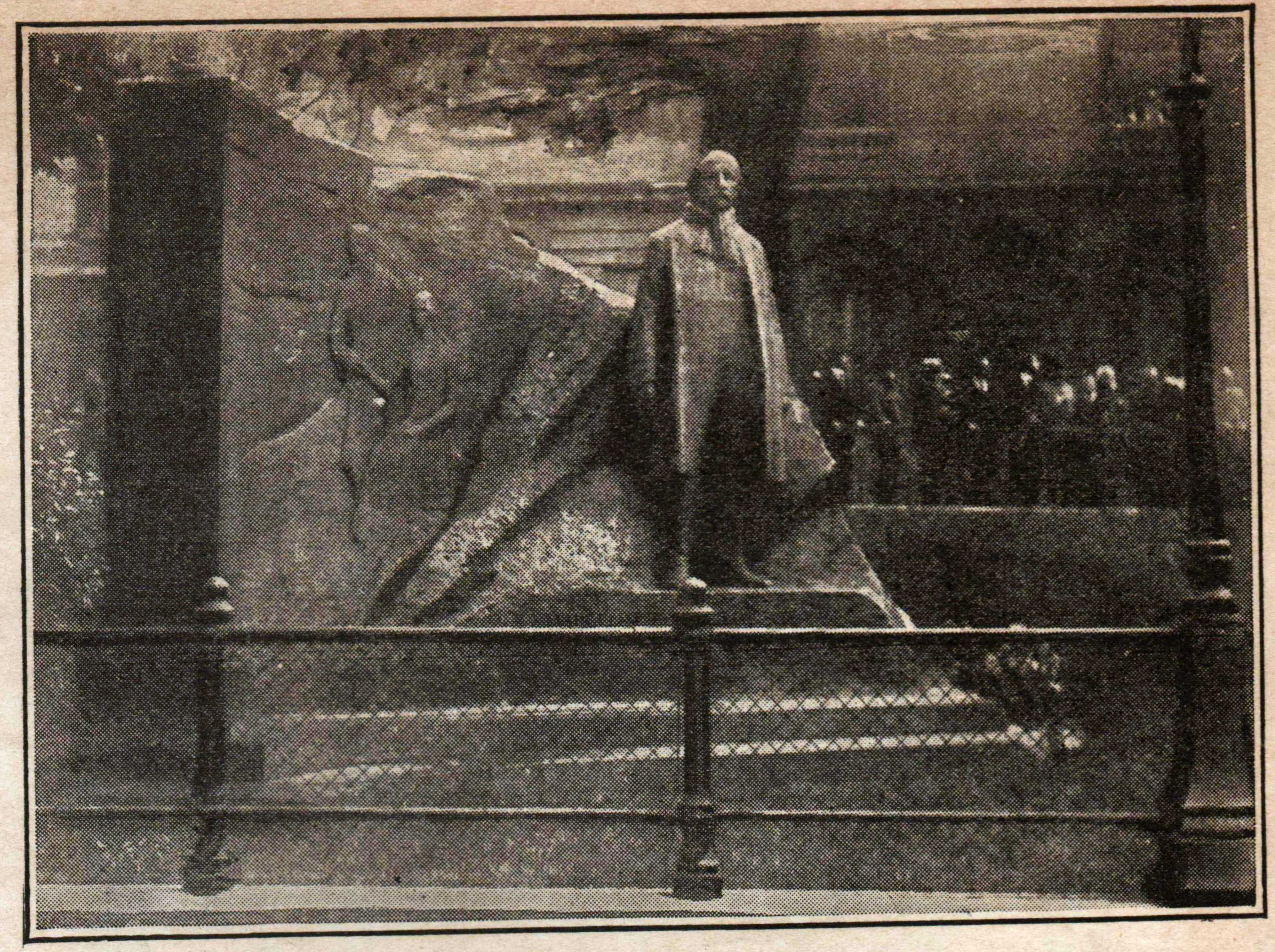
Statue de Marcelin Berthelot.

- Gisant de l'Abbé Miroy (1872), bronze, cimetière du Nord, Reims[28]
- La Vigne (1888)[29],bronze, cour intérieure de l'Hôtel de ville, Reims[30]. Le modèle en plâtre de 1887 (détruit) portait le titre Mousse de champagne[31].
- Le Devoir (1895), pierre, tombe de Pierre Tirard, cimetière du Père-Lachaise, Paris 20e
- Le Devoir (1895), bronze, Monument dans le carré militaire du cimetière Bertin, Vichy
- Gisant Alexandre Dumas fils, pierre (1897), cimetière de Montmartre, Paris 18e
- Gisant Félix Faure (1899), bronze, cimetière du Père-Lachaise, Paris 20e
- Buste de Charles Degeorge (1899), bronze, cimetière du Père-Lachaise, Paris 20e
- Génies de la peinture et de la sculpture (1900), pierre, façade du Petit Palais, Paris 8e
- Monument à Alphonse Daudet (1901), pierre, jardins des Champs-Élysées, Paris[32]
- Monument à Alexandre Dumas fils (1906), pierre, place du général Catroux, Paris 17e[33],[34]
- Sur le Chemin de la vie (1906), marbre, tombe des parents de Saint-Marceaux, cimetière du Nord à Reims
- Le Phénix (1906), pierre, 59 rue de l'Arcade, Paris 8e, angle de la rue Pasquier et du boulevard Haussmann
- L’Élévation des âmes du purgatoire, Tombe de la famille David (1907), marbre, cimetière du Nord à Reims
- Tombe de René et Marguerite de Saint-Marceaux (1908), pierre, cimetière de Cuy-Saint-Fiacre
- Monument à Jacques d'Uzès (1913)[35], bronze, Uzes, promenade Jean Racine (disparu)[36]
- Fontaine Émile Pouvillon (1914), pierre, Montauban, jardin des plantes[37]
- Monument à Marcellin Berthelot (1915), bronze, place Marcellin Berthelot, Paris 5e[38] En 1941, refondu partiellement sous le régime de Vichy[39],[40]. La partie supérieure du monument est sauvée et dissimulée au Collège de France.

Suisse
- Monument de l'Union postale universelle (1909), bronze, Berne, parc « Kleine Schanze »

Espagne
- Madrid, Mutua Madrileña, au numéro 33 du Paseo de la Castellana : statue allégorique en bronze du phénix, symbole de la compagnie, portant une figure humaine allégorique avec le bras levé (qui ne représente pas Ganymède, cet échanson des dieux enlevé par l'aigle de Jupiter). Statue déplacée du toit de l'Immeuble Metrópolis.

### Œuvres dans les collections publiques
- Gray, musée Baron-Martin :
  - Femme nue, accroupie, les bras croisés, statuette plâtre, 40 × 30 × 24 cm ;
  - Masque de jeune fille ou de jeune béguine précédemment attribué par erreur à Michel Béguine, plâtre patiné terre cuite, 23 × 15 × 11 cm.
- Lyon
  - Musée des Beaux-Arts de Lyon
    - Arlequin, statue plâtre patiné avec croix de mise au point, 1,735 × 0,67 × 0,673 m, 1879-1880;
    - Première Communion, statue marbre, 1,305 × 0,86 × 1,13 m, 1893;
    - L'Aurore, statue marbre, 0,78 × 0,31 × 0,32 m, 1895;
    - Saint Jean, modèle vers 1899, édition en 1922, masque, exemplaire d'édition en terre cuite, 0,11 × 0,11 × 0,07 m;
    - La Douleur, étude pour une figure du socle du Monument à Alexandre Dumas fils, modèle vers 1899-1906, édition en 1922, masque, exemplaire d'édition en terre cuite, 0,215 × 0,160 × 0,190 m;
    - L'Amérique, étude pour le Monument à l'Union postale universelle, modèle vers 1904-1908, édition en 1922, masque, exemplaire d'édition en terre cuite, 0,110 × 0,100 × 0,095 m;
    - L'Océanie, étude pour le Monument à l'Union postale universelle, modèle vers 1904-1908, édition en 1922, masque, exemplaire d'édition en terre cuite, 0,09 × 0,075 × 0,075 m;
    - L'Afrique, étude pour le Monument à l'Union postale universelle, modèle vers 1904-1908, édition en 1922, masque, exemplaire d'édition en terre cuite, 0,130 × 0,017 × 0,010 m;
    - L'Asie, étude pour le Monument à l'Union postale universelle, modèle vers 1904-1908, édition en 1922, masque, exemplaire d'édition en terre cuite, 0,100 × 0,080 × 0,075 m;
    - L'Europe, étude pour le Monument à l'Union postale universelle, modèle vers 1904-1908, édition en 1922, masque, exemplaire d'édition en terre cuite, 0,09 × 0,07 × 0,06 m;
    - Jules Claretie, modèle vers 1912, édition en 1922, masque, exemplaire d'édition en terre cuite, 0,160 × 0,140 × 0,095 m;
    - Prêtresse, dit aussi Tristesse, 1913, tête, exemplaire d'édition en terre cuite, 0,235 × 0,200 × 0,045 m;
    - Étude dite pour le Génie gardant le secret de la tombe, édition en 1922, masque, exemplaire d'édition en terre cuite, 0,185 × 0,210 × 0,160 m.
- Paris :
  - musée de la vie romantique : Buste d'Ernest Renan, 1883, plâtre patiné.
  - musée d'Orsay :
    - Génie gardant le secret de la tombe, Salon de 1879, statue en marbre ;
    - Sourire, vers 1888, haut-relief en terre cuite ;
    - Algérienne, vers 1889, masque en terre cuite ;
    - Tahitienne, vers 1890, masque en terre cuite ;
    - La Langueur, vers 1893, tête en terre cuite ;
    - Saint Jean-Baptiste, vers 1899, tête en terre cuite ;
    - Phénix, vers 1908, tête en terre cuite ;
    - Douleur, masque en terre cuite ;
    - Buste de Pascal Dagnan-Bouveret, 1892, bronze[41].
- Reims :
  - musée des Beaux-Arts :
    - Arlequin, 1883 ;
    - Charlotte Corday, 1900, marbre ;
    - La Jeunesse de Dante, marbre ;
    - Études des têtes des cinq continents pour le Monument de l'Union postale universelle, plâtre.
- Versailles, salle du Jeu de paume : Monument à Jean Sylvain Bailly.
- Vichy :
  - hôtel de ville :
    - Le Devoir, plâtre, dans le hall arrière ;
    - Buste de Marianne, dans la salle des mariages.

### Œuvres dans les collections privées
- Buste de Jacques Louis Adrien Aubé de Bracquemont, avant 1884, terre cuite.

## Expositions

### Expositions de son vivant

#### Paris
La liste ci-dessous pour les Salons parisiens est issue de la base de données du musée d'Orsay
- 1868 Salon (Paris avant 1880), Palais des Champs-Élysées
- 1869 Salon (Paris avant 1880), Palais des Champs-Élysées
- 1874 Salon (Paris avant 1880), Palais des Champs-Élysées
- 1879 Salon (Paris avant 1880), Palais des Champs-Élysées
- 1880 Salon des Artistes français, Palais des Champs-Élysées
- 1882 Salon des Artistes français, Palais des Champs-Élysées
- 1882 Galerie Georges Petit
- 1886 Salon des Artistes français, Palais des Champs-Élysées
- 1887 Salon des Artistes français, Palais des Champs-Élysées
- 1890 Salon des Artistes français, Palais des Champs-Élysées
- 1892 Salon de la Société Nationale des Beaux-Arts, Palais du Champ-de-Mars
- 1893 Salon de la Société Nationale des Beaux-Arts, Champ-de-Mars, palais des Beaux-Arts
- 1894 Salon de la Société Nationale des Beaux-Arts, Palais du Champ-de-Mars
- 1895 Salon de la Société Nationale des Beaux-Arts, Champ-de-Mars, palais des Beaux-Arts
- 1897 Salon de la Société Nationale des Beaux-Arts, Palais du Champ-de-Mars
- 1898 Salon de la Société Nationale des Beaux-Arts, Champ-de-Mars, palais des Beaux-Arts
- 1899 Salon de la Société Nationale des Beaux-Arts, Champ-de-Mars, palais des Beaux-Arts
- 1901 Salon de la Société Nationale des Beaux-Arts, Grand Palais des Champs-Élysées
- 1902 Salon de la Société Nationale des Beaux-Arts, Grand Palais des Champs-Élysées
- 1903 Salon de la Société Nationale des Beaux-Arts, lieu non précisé
- 1906 Salon de la Société Nationale des Beaux-Arts, Grand Palais des Champs-Élysées
- 1907 Salon de la Société Nationale des Beaux-Arts, Grand Palais des Champs-Élysées
- 1908 Société Nationale des Beaux-Arts, Palais du Domaine de Bagatelle[43]
- 1910 Galerie Georges Petit
- 1911 Salon de la Société Nationale des Beaux-Arts, Grand Palais des Champs-Élysées
- 1912 Salon de la Société Nationale des Beaux-Arts, Grand Palais des Champs-Élysées
- 1912 La Musique, la Danse, exposition rétrospective  Société Nationale des Beaux-Arts, Palais du Domaine de Bagatelle[44]
- 1913 Salon de la Société Nationale des Beaux-Arts, Grand Palais des Champs-Élysées

#### Lyon
La liste ci-dessous pour les expositions lyonnaises est issue de Salons et expositions à Lyon 1786 - 1918
- 1894 Musée des Beaux-Arts
- 1908 Musée des Beaux-Arts
- 1909 Société Lyonnaise des Beaux-Arts
- 1910 Société Lyonnaise des Beaux-Arts
- 1911 Société Lyonnaise des Beaux-Arts
- 1912 Société Lyonnaise des Beaux-Arts

#### Lille
L'exposition citée ci-dessous est issue de Salons et expositions dans le département du Nord 1773 - 1914
- 1902 Exposition internationale

#### Reims
- 1875 Société des Amis des Arts de Reims, Cirque[47]
- 1876 Société des Amis des Arts de Reims, Nouvelles salles de l'Hôtel-de-Ville[48]
- 1881 Société des Amis des Arts de Reims 1,salle du  Cirque[49]
- 1886 Société des Amis des Arts de Reims, lieu non spécifié[50]
- 1890 Société des Amis des Arts de Reims, lieu non spécifié[51]
- 1894 Société des Amis des Arts de Reims, lieu non spécifié[52]
- 1896 Société des Amis des Arts de Reims, Cirque[53]
- 1901 Société des Amis des Arts de Reims, Cirque[54]

#### Rouen
L'exposition citée ci-dessous est issue de Salons et expositions Rouen 1833 - 1947
- 1896 Salon des Beaux-Arts

#### Expositions internationales

##### Vienne
- 1882 Exposition internationale des Beaux-Arts[56]

### Expositions après sa mort
- 1993 : Les égarements de Saint-Marceaux, au Musée des Beaux-Arts de Reims[57].
- 2015-2016 : Regard sur... René de Saint-Marceaux au Musée des Beaux-Arts de Reims[58].
- 2024-2025 : Dans l'intimité du sculpteur, René de Saint-Marceaux à travers ses lettres, à la bibliothèque Carnegie de Reims[59].

## Réception

### Distinctions
- René de Saint-Marceaux est nommé chevalier de la Légion d'honneur le 13 juillet 1880, promu officier le 29 octobre 1889 puis promu commandeur le 11 janvier 1913[60].
- Jeunesse et vieillesse ou Printemps et hiver, 1906, plaquette biface en bronze à patine brune, (80 × 64 mm), réalisée pour la Société française des amis de la médaille, Paris, musée du Luxembourg, puis transférée au musée du Louvre le 12 mars 1932. Un exemplaire figure au musée d'Orsay (MEDOR 1440) et un autre au musée des Beaux-Arts de Reims[40] ;
- La Loi de trois ans, Salon de la Société nationale des beaux-arts de 1918, médaille en plâtre.

## Postérité
Pour honorer l'artiste et sa famille, notamment son grand-père Augustin de Saint-Marceaux, ancien maire de Reims, sa ville natale baptise le boulevard Saint-Marceaux en 1885. Par métonymie, le quartier environnant est couramment désigné sous le terme "Quartier Saint-Marceaux". A Paris, dans le 17e arrondissement, une Rue de Saint-Marceaux est baptisé là où se situer son atelier d'artiste. Cette rue a été renommée à sa mémoire. Une rue est aussi renommée à son nom à Cuy-Saint-Fiacre, commune où il possédait une propriété et où se situe sa sépulture.

## Publication
- Notice sur la vie et les travaux de M. Paul Dubois : Lue à l'Académie des beaux-arts à la séance du 3 février 1906, Paris, Institut de France / Académie des beaux-arts, 1906, 17 p. (BNF 31282800).

## Galerie d'images

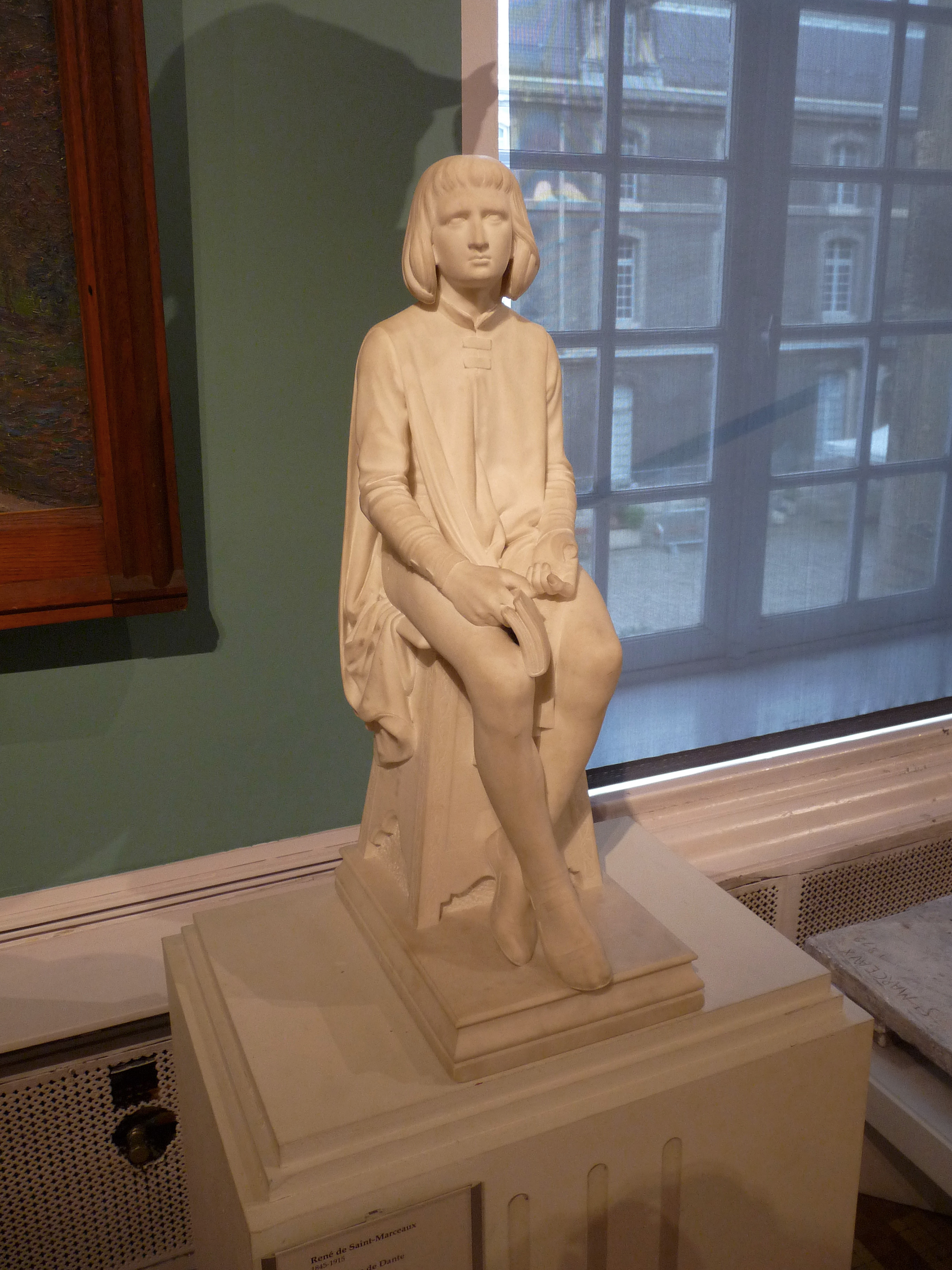
La Jeunesse de Dante (1869), musée des Beaux-Arts de Reims.
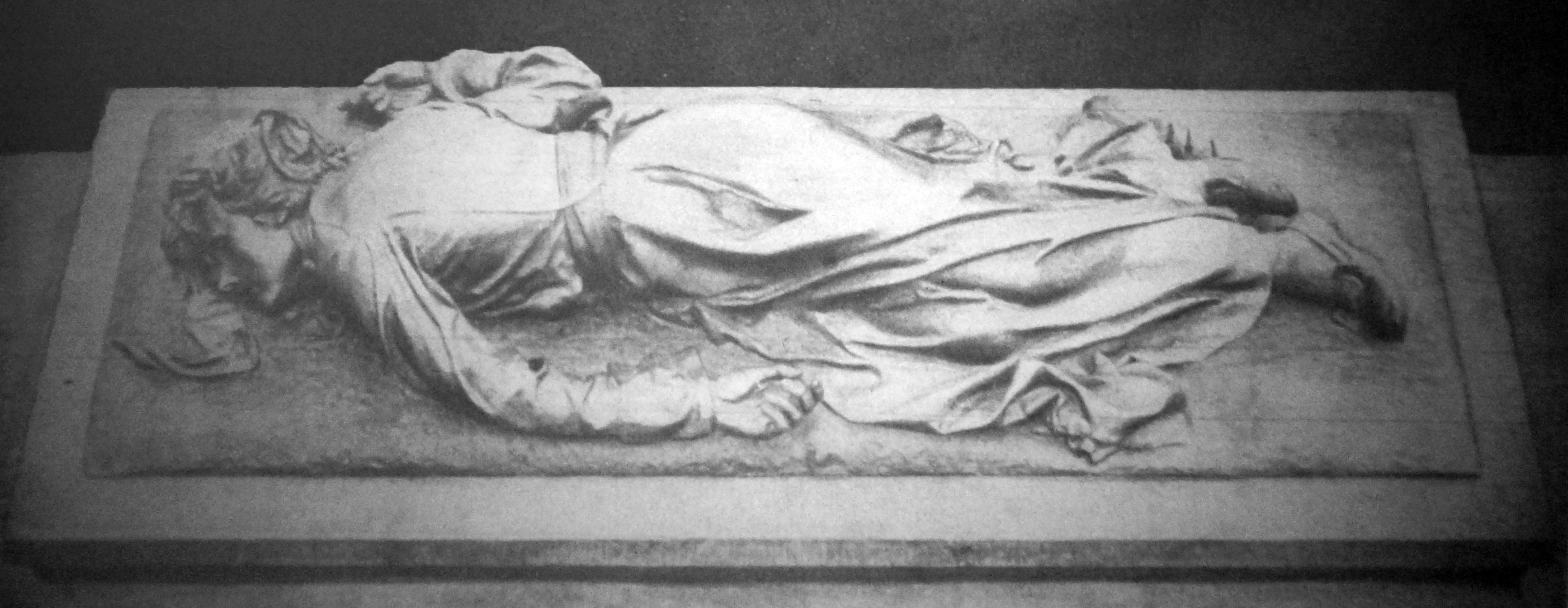
Gisant de l’abbé Miroy (1871), Reims, cimetière du Nord.
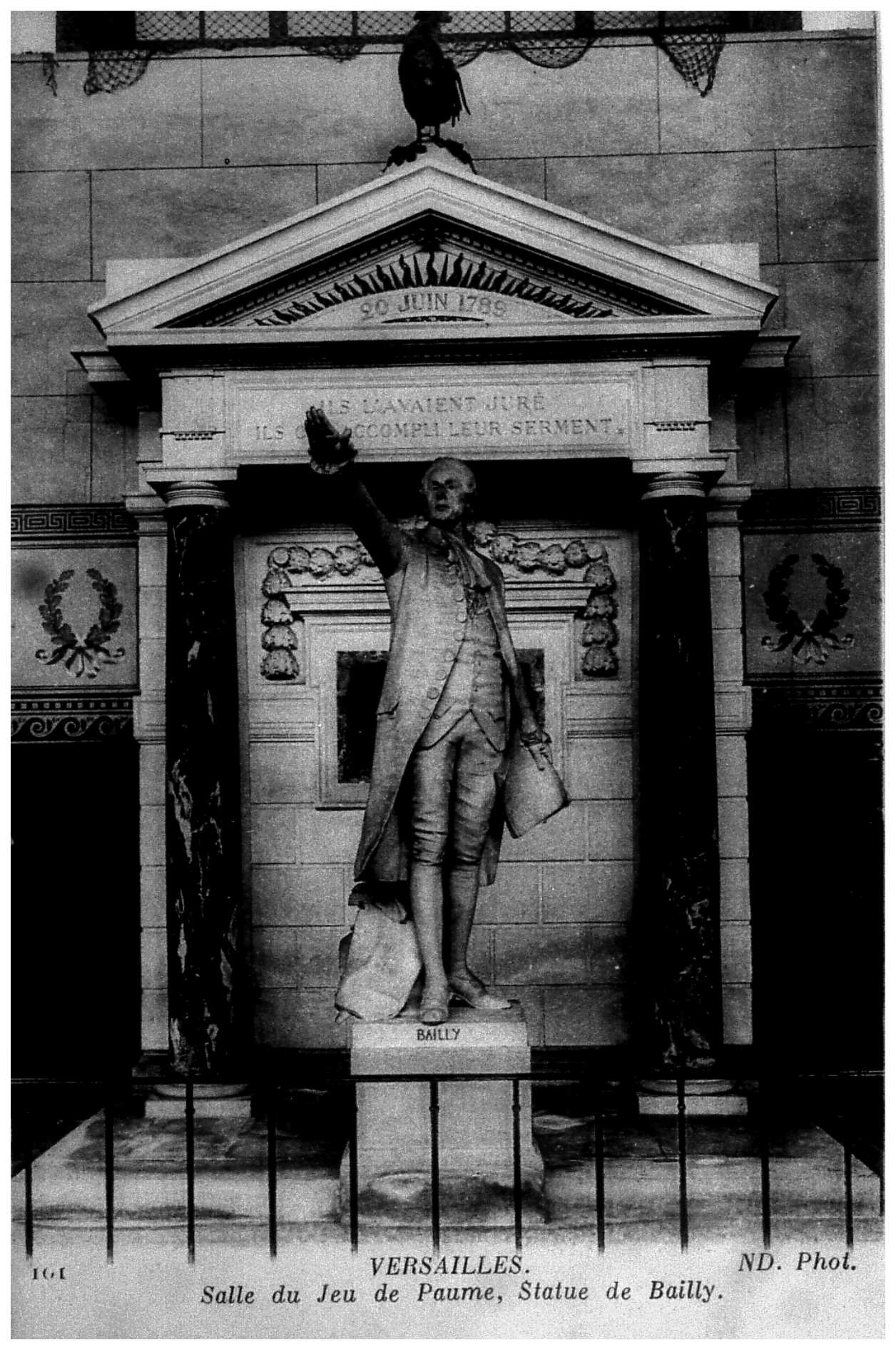
Monument à Jean Sylvain Bailly (1883), Versailles, salle du Jeu de paume.
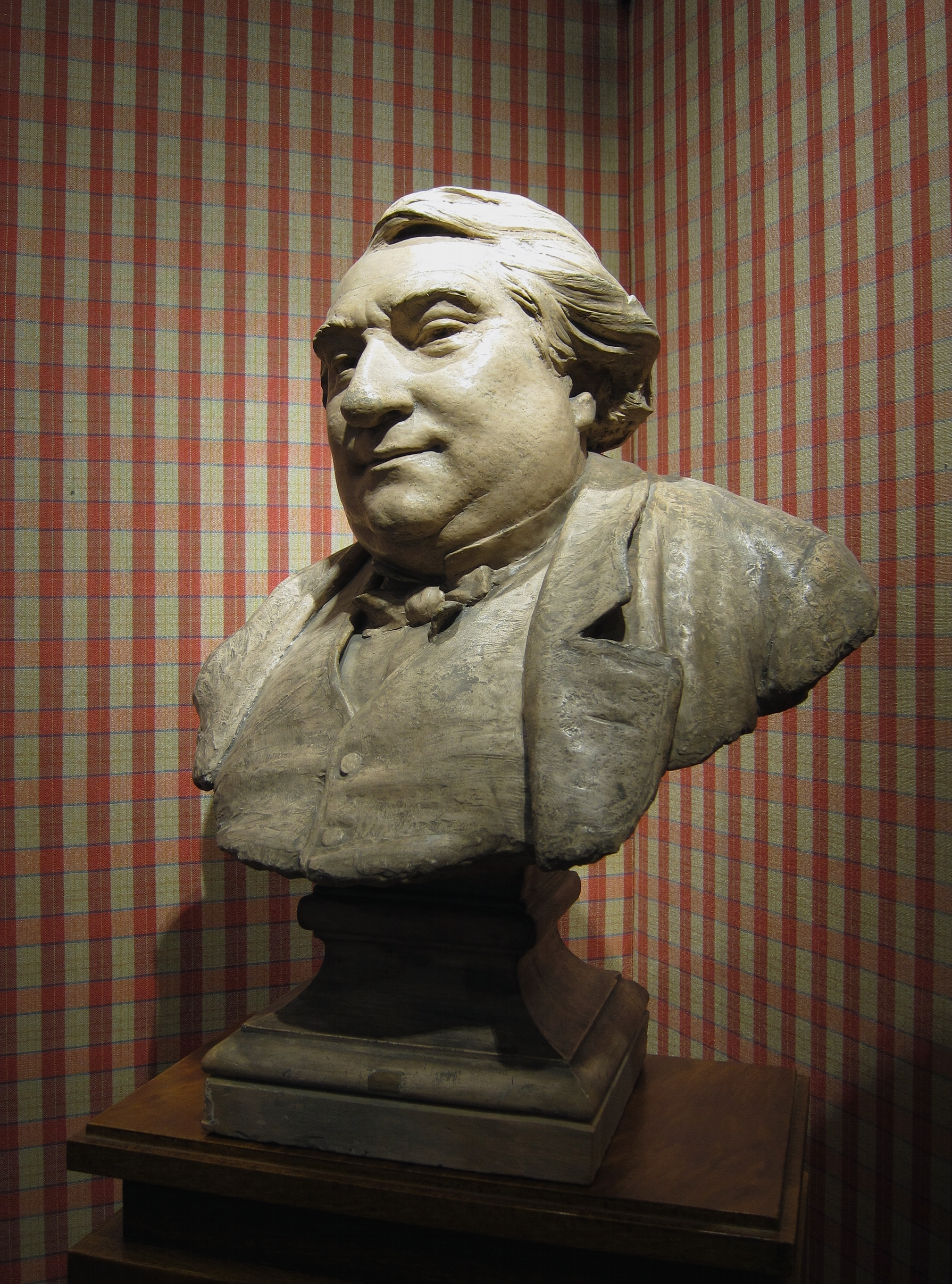
Ernest Renan (1883), Paris, musée de la Vie romantique.
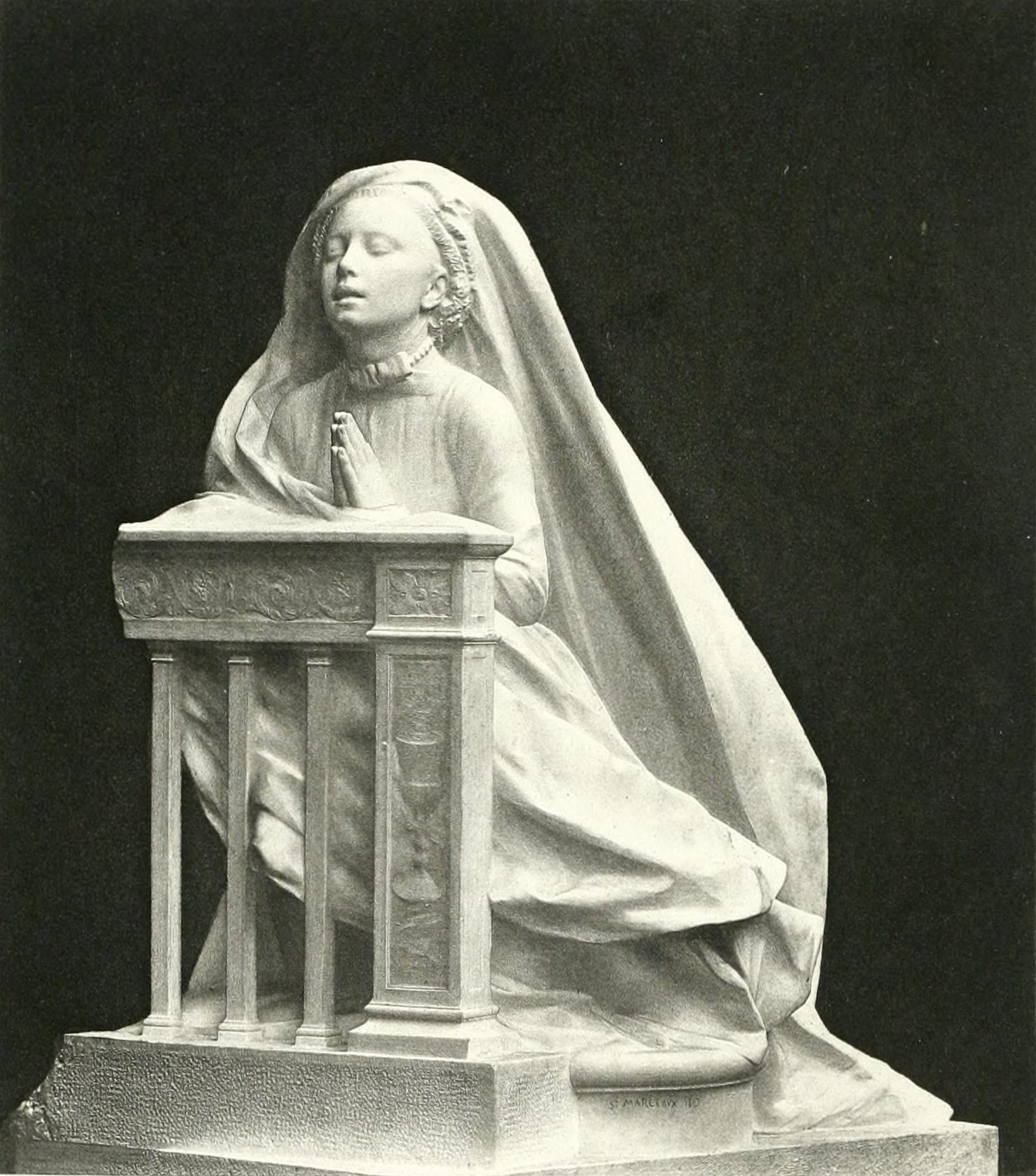
Première communion (1893), musée des Beaux-Arts de Lyon.
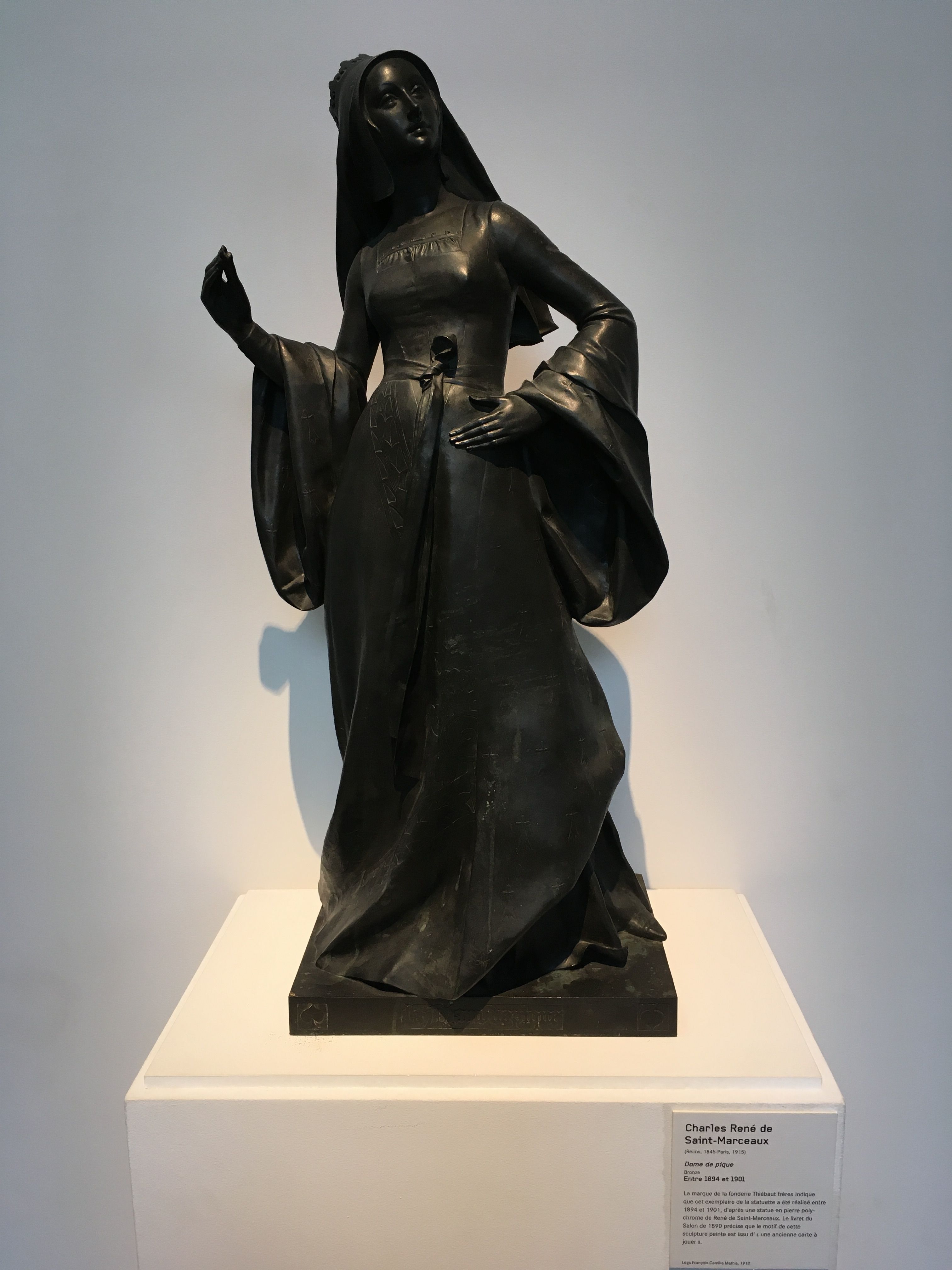
Dame de pique (entre 1894 et 1901), musée des Beaux-Arts de Nancy.
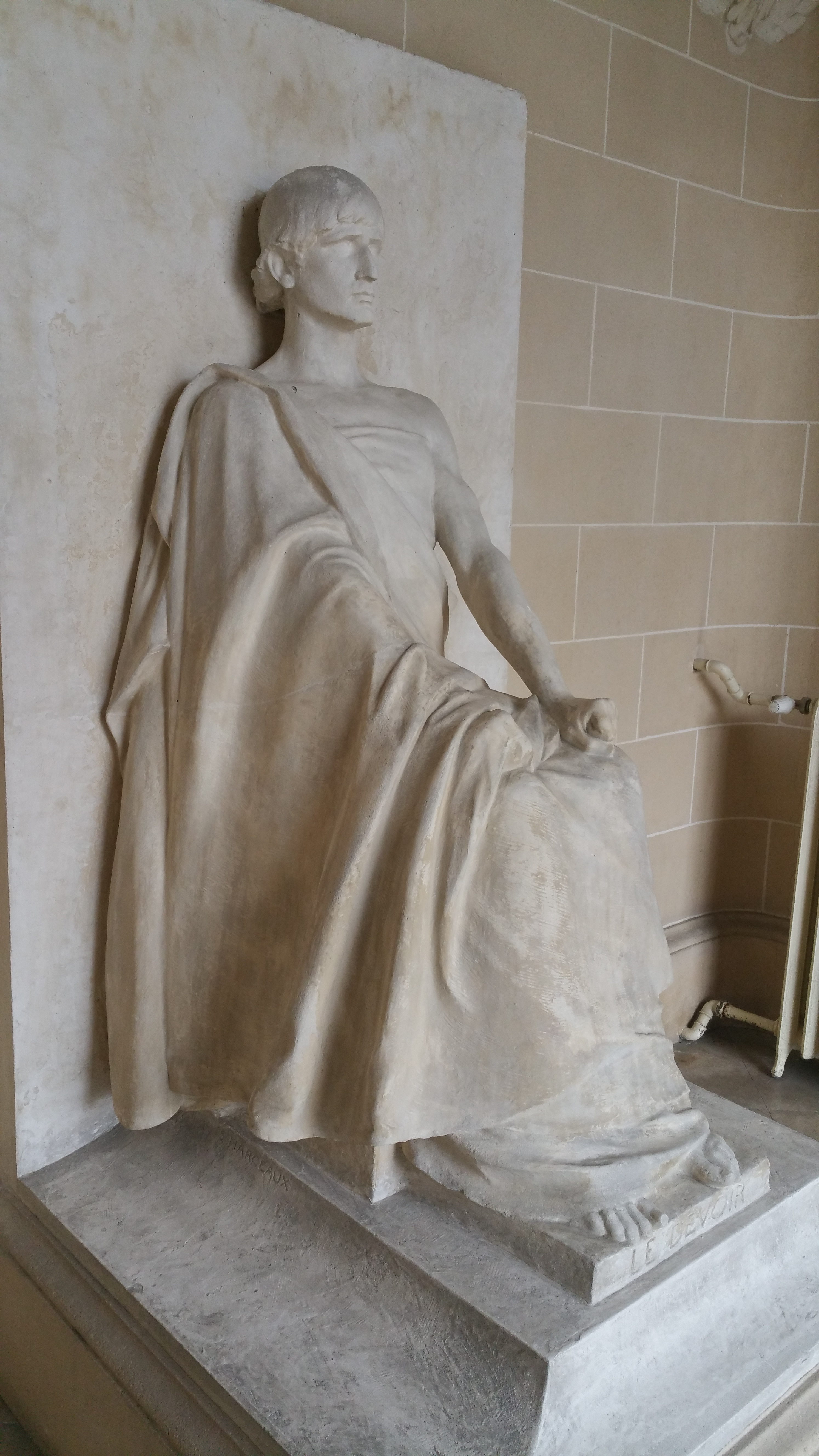
Le Devoir (vers 1895), hôtel de ville de Vichy.
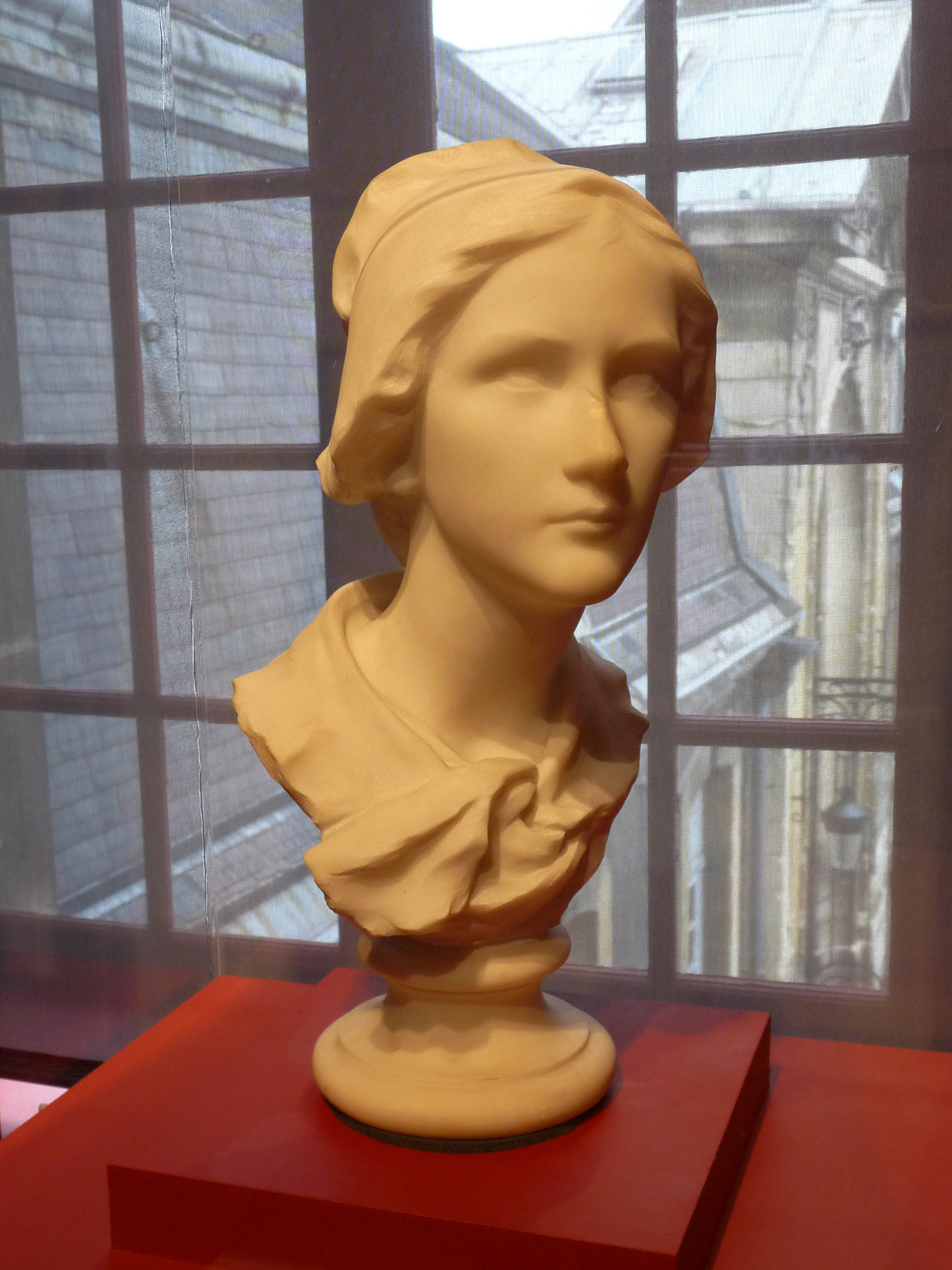
Charlotte Corday (1900), musée des Beaux-Arts de Reims.
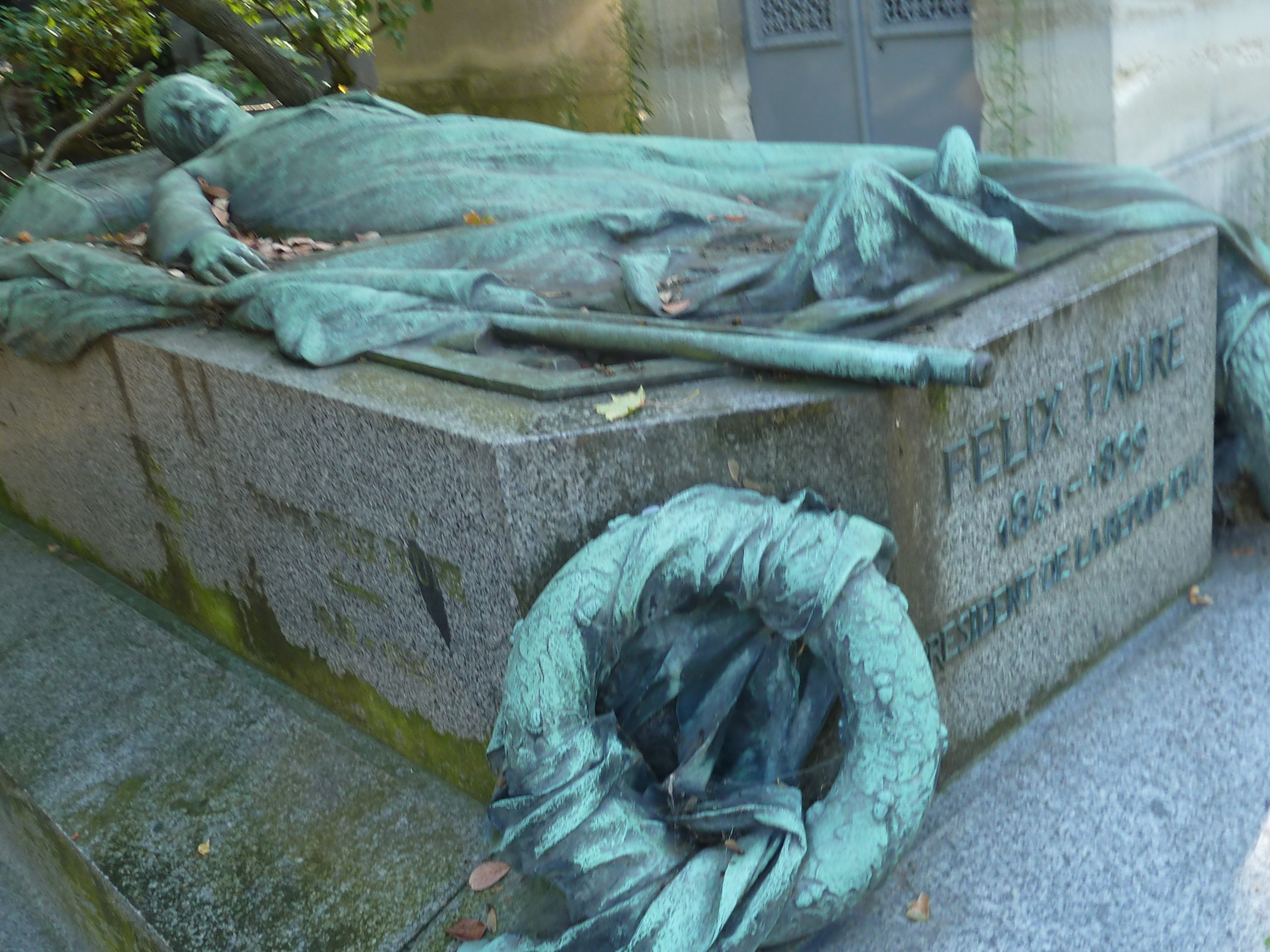
Gisant de Félix Faure (1900), Paris, cimetière du Père-Lachaise.
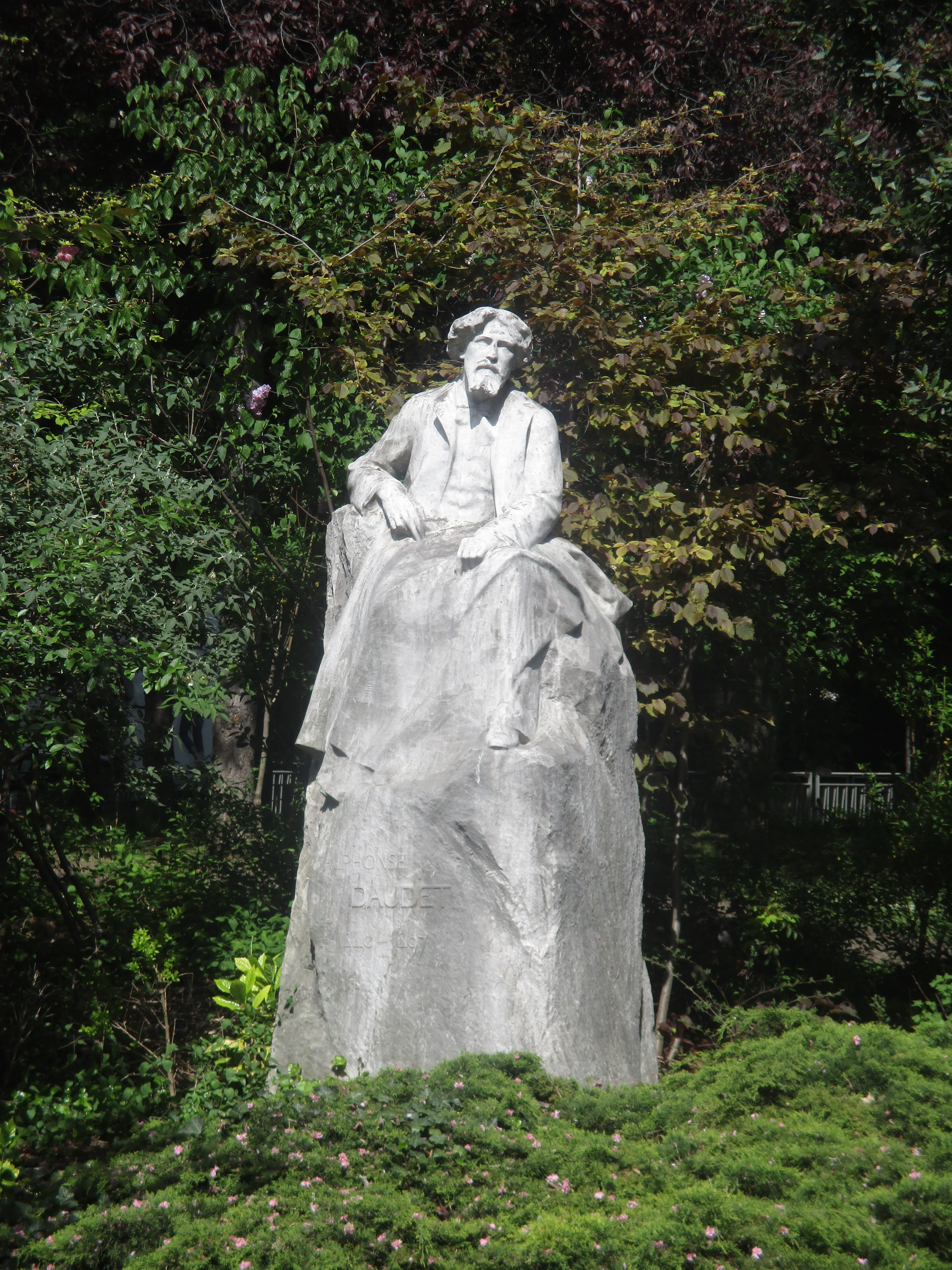
Monument à Alphonse Daudet (1901), Paris, jardins des Champs-Élysées.
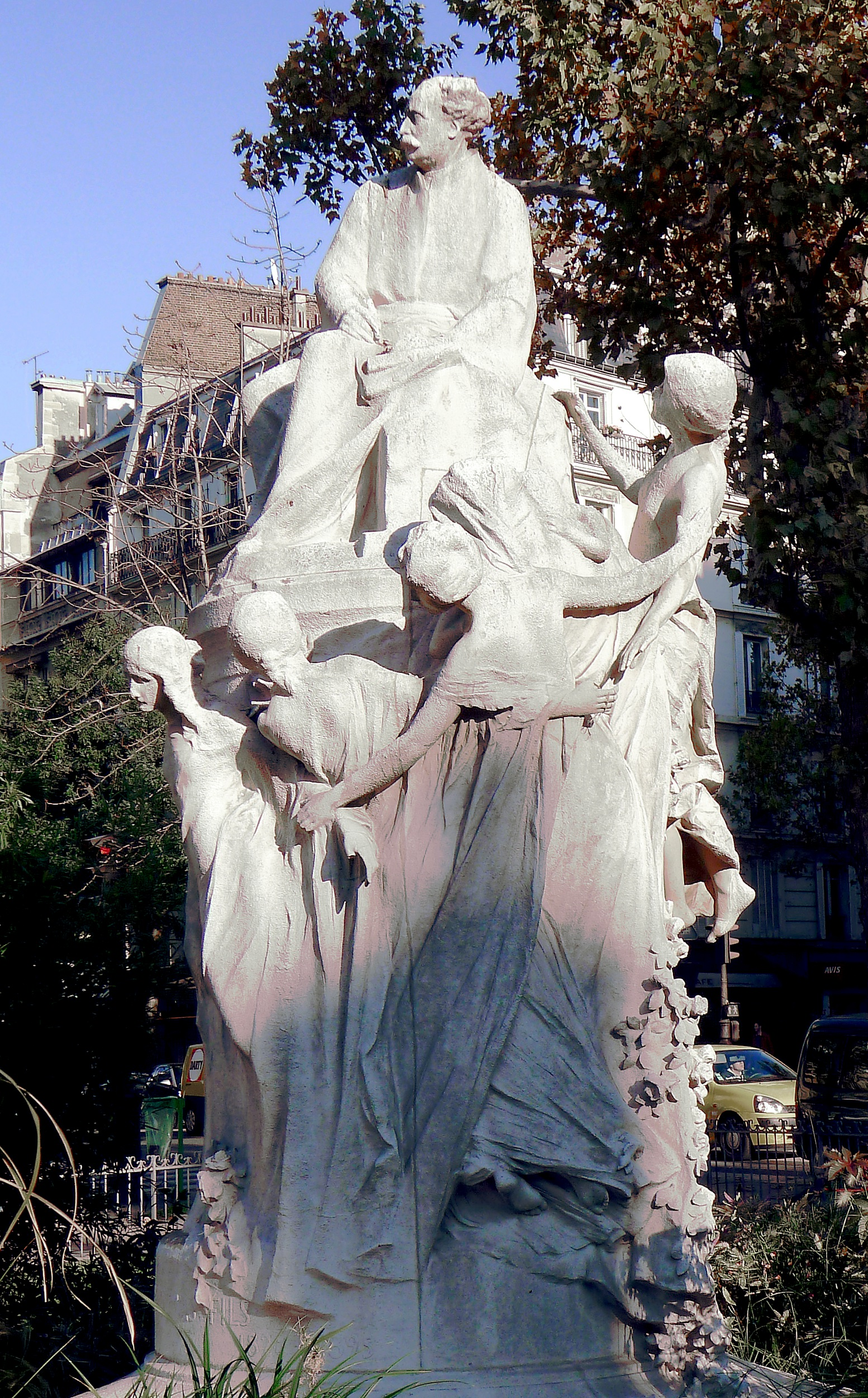
Monument à Dumas-fils (1906), Paris, place du Général-Catroux.
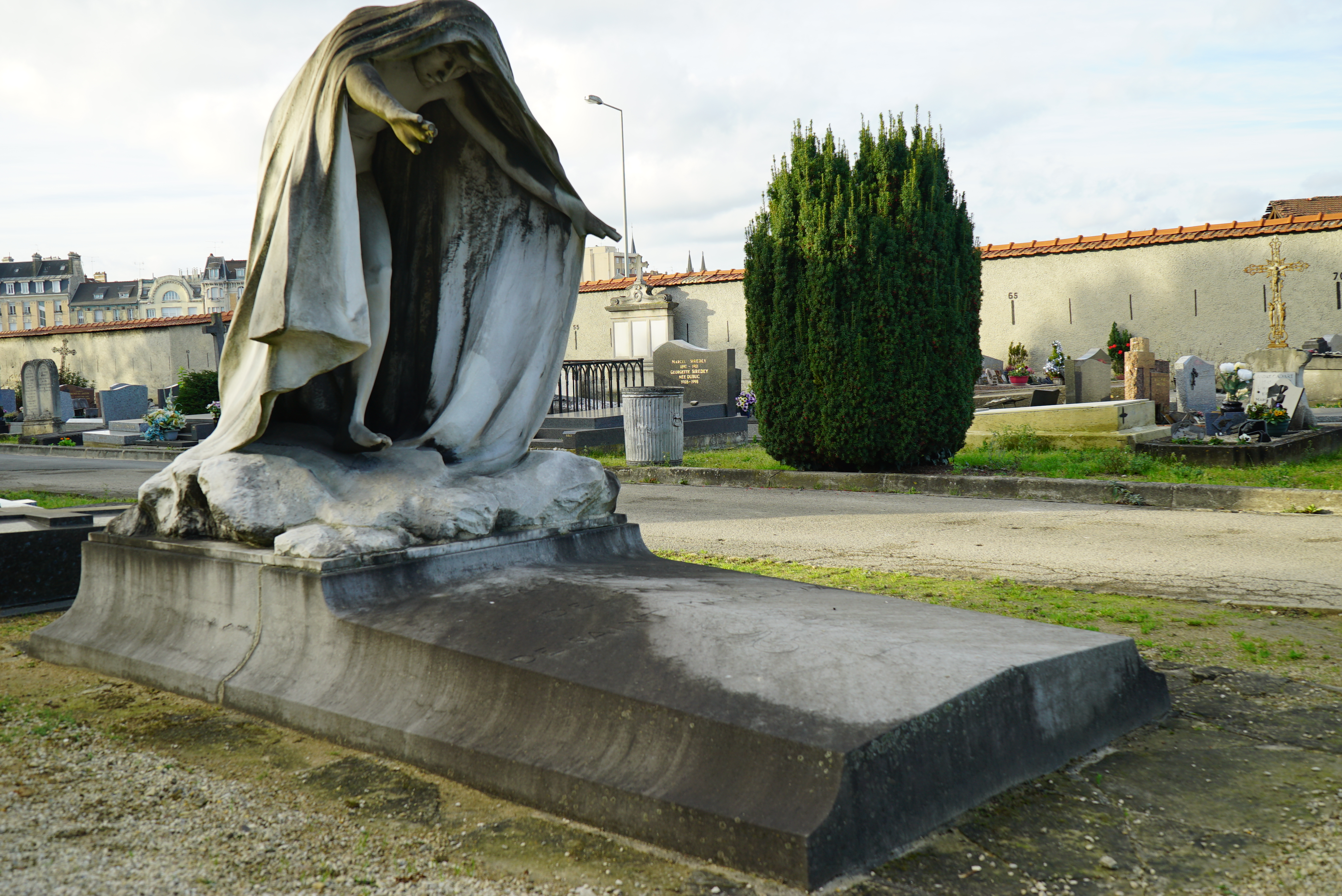
Sur le chemin de la vie (1907) , Reims, cimetière du Nord.
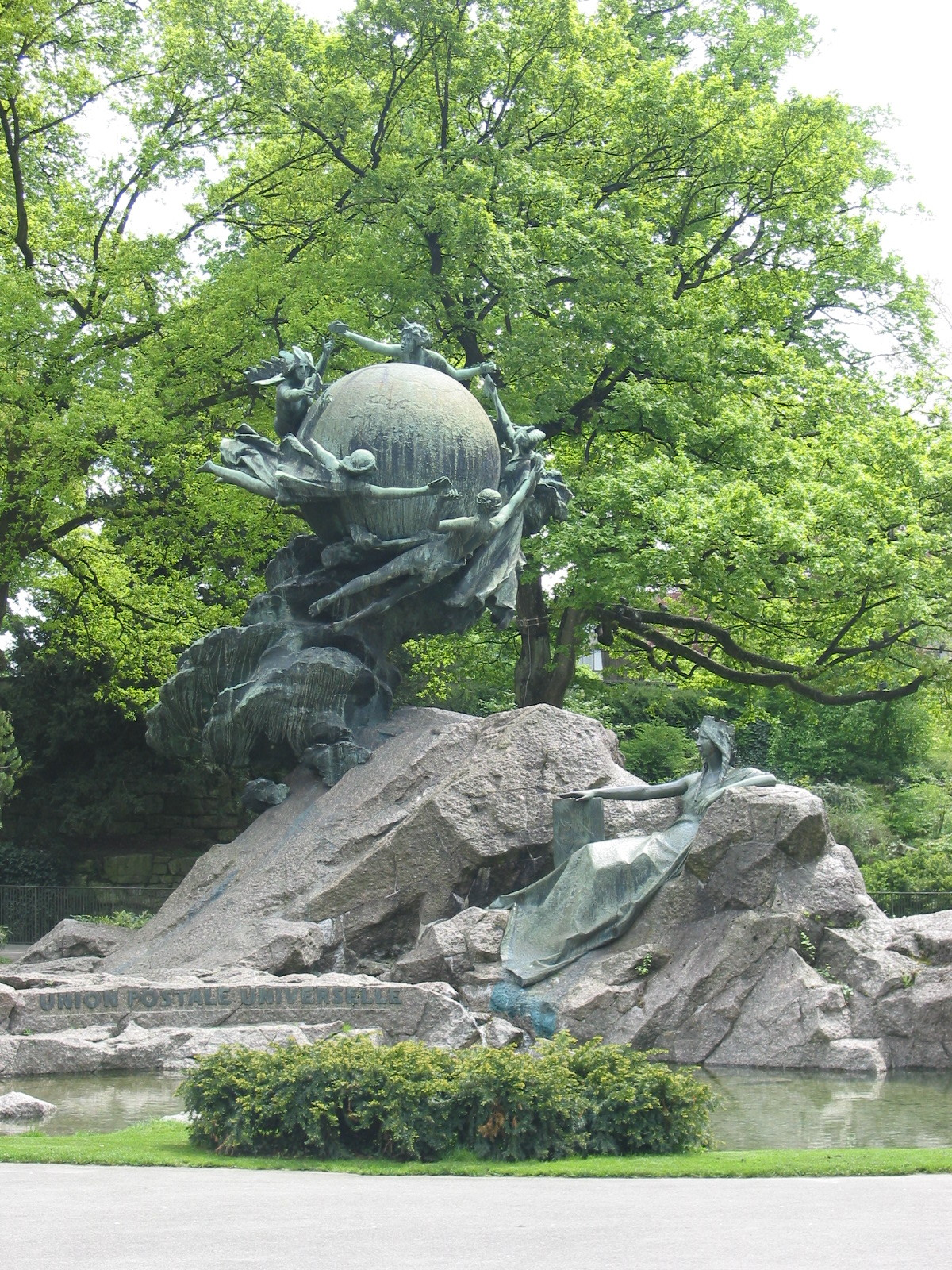
Monument de l'Union postale universelle (1909), Berne, parc Kleine Schanze.
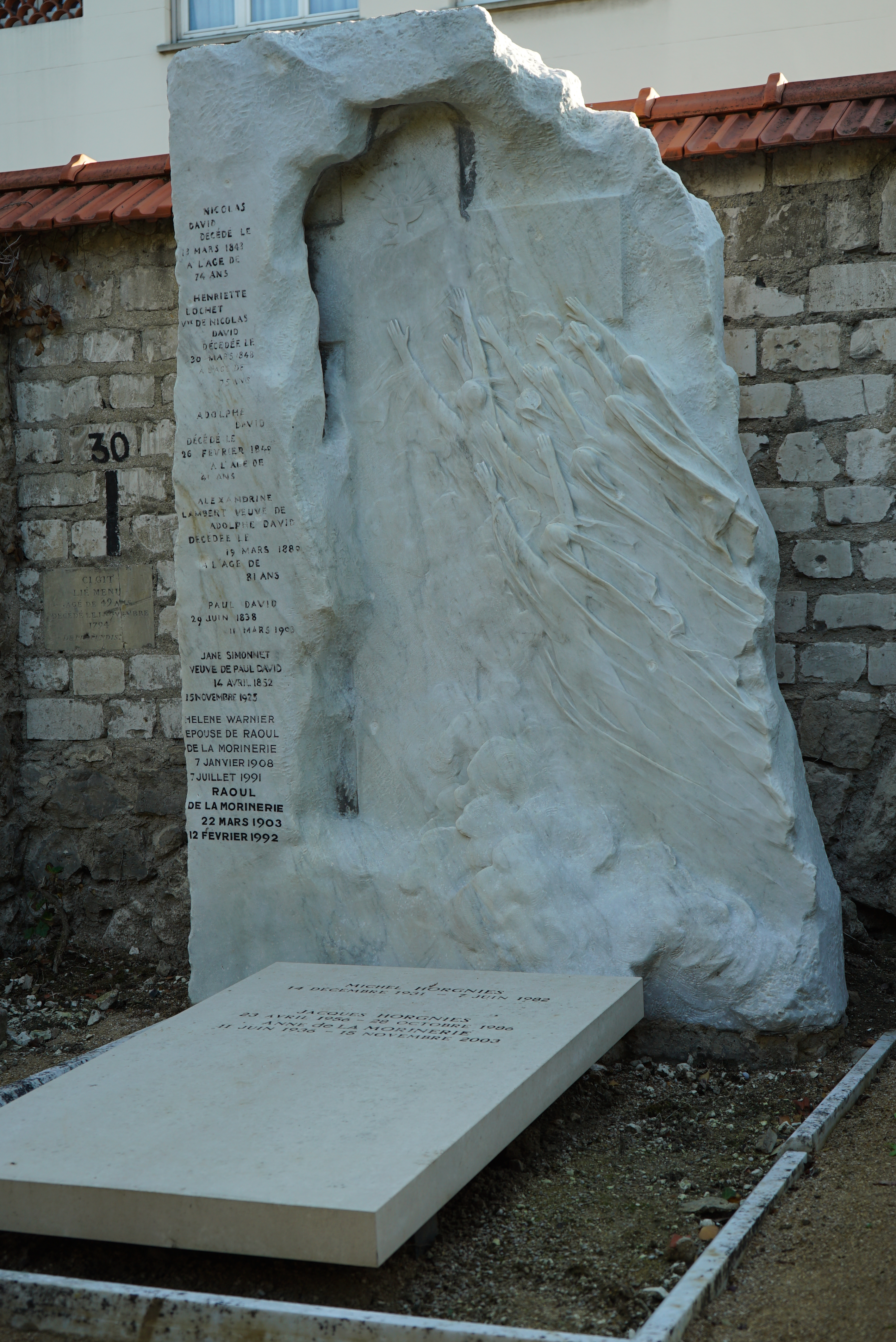
L’Élévation des âmes du purgatoire, sépulture David, Reims, cimetière du Nord.